# ملاحظات الحياة اليومية
ملاحظات الحياة اليومية (ODL) هي الإشارات التي يهتم بها الأشخاص في حياتهم اليومية لتوفر لهم معلومات عن حالتهم الصحية.
وتختلف ملاحظات الحياة اليومية عن العلامات والأعراض والمؤشرات السريرية في أنه يمكن التعرف عليها بواسطة المريض نفسه وليست بالضرورة العلامات التي يتم رصدها مباشرة في النماذج الحيوية الطبية الخاصة بالأمراض والعلل. ومن أمثلة ملاحظات الحياة اليومية الملاحظات حول أنماط النوم وسلوك التدريبات الرياضية والتغذية التي يتم تناولها والسلوكيات والحالة النفسية واليقظة في العمل أو في الفصل الدراسي والخصائص البيئية كالفوضى في أماكن العمل أو المعيشة. ولا يتم التعامل مع كافة المعلومات المستقاة من المريض باعتبارها من ضمن ملاحظات الحياة اليومية. فعلى سبيل المثال، قد يقوم مريض السكري بتسجيل مستويات السكر في الدم كل يوم في منزله ويقوم بمشاركة البيانات التي حصل عليها مع الطبيب. ويعتبر إخطار الطبيب بذلك النوع من البيانات التي يقوم المريض بتسجيلها أمرًا بالغ الأهمية في اتخاذ القرار الطبي، لكن هذا النوع من المعلومات لا يعتبر ضمن ملاحظات الحياة اليومية. وعادة ما يقوم المرضى وكذلك أسرهم بالتعرف على ملاحظات الحياة اليومية لكونها مهمة وقيمة بالنسبة لهم إذ أنها تساعدهم على الإدارة الذاتية لصحتهم واتخاذ القرارت بشأنها. وبصورة جيدة، قد تساهم ملاحظات الحياة اليومية في استكمال المؤشرات الحيوية الطبية وإعلام متخذ القرار بالحالات الطبية من خلال منحه صورة مكتملة وشاملة حول المريض كفرد شريطة أن يتم تسجيلها بالشكل المناسب في التقارير السريرية وتكون مدعومة بتكنولوجيات المعلومات الصحية.